# 荒れ果てし海岸
『ザ・サベイジ・コースト』（The Savage Coast）は、ダンジョンズ&ドラゴンズ・ファンタジー・ロールプレイングゲームのためのモジュールである。これはメルルとジャッキー・ラスムッセン、アン・C・グレイによって作成され、1985年にTSRから出版された。グラフィック・デザイナーはルース・ホイヤー、カバーアートはキース・パーキンソン、地図作成はデイヴ・「ディーゼル」・ラフォースであった。モジュールコードはX9、TSR製品番号はTSR 9129であった。このモジュールはダンジョンズ&ドラゴンズ・エキスパート・セット、コンパニオン・セット・ルールで使用することを意図され、作成された。
1990年には『荒れ果てし海岸』（あれはてしかいがん）というタイトルで日本語版が出版された。

## プロット概要
このシナリオはサベージ・コースト（荒れ果てし海岸）のオークヘッド半島沿いの野外冒険を伴う。
安全な海辺の街であるスラゴビッチにおいて、プレイヤーキャラクター達は投錨して宿屋に泊まり、彼らはそこでオークヘッド半島に関する話を聞く。秘宝でいっぱいの失われた諸都市、海岸をうろつきまわる恐ろしい獣と人喰い人種、河口に積もっている砂金の山、秘密主義の宗派などである。何が冒険者達にサベージ・コーストの未踏査のジャングルに踏みこむ動機を与えるのだろうか―好奇心、他人を助ける願望、単なる欲望？

## 出版履歴
X9 The Savage Coastはメルルとジャッキー・ラスムッセン、アン・C・グレイが執筆し、カバーアートはキース・パーキンソン、本文イラストはマーク・ネルソンが担当し、32ページの小冊子と外装カバーの体裁で、TSRが1985年に出版した。
1990年3月、株式会社新和が日本語版を出版した。